# Mesías Tatamuez
Manuel Mesías Tatamuez Moreno (Carchi, 18 de septiembre de 1950 - Quito, 31 de octubre de 2024) fue un político y sindicalista ecuatoriano que presidió la Confederación de Organizaciones Clasistas Unitarias de Trabajadores (CEDOCUT), presidiendo en tres ocasiones el Frente Unitario de Trabajadores (FUT), incluyendo el periodo cuando se produjeron las protestas del año 2019.

## Biografía
Nació en la provincia de Carchi el 18 de septiembre de 1950. Inició su actividad sindical en 1968 como dirigente campesino en su provincia natal llegando el 30 de septiembre de 1977 a ser miembro de la directiva de la Federación de Organizaciones Campesinas (FENOC). En 1988 aparece la Confederación Nacional de Organizaciones Campesinas, Indígenas y Negras (FENOCIN) en la ruptura del FENOC, siendo parte de esta organización.
En la dirigencia de la Confederación de Organizaciones Clasistas Unitarias de Trabajadores (CEDOCUT) llegará a la vicepresidencia a finales de los años 1990, teniendo en 2003 que subrogar al presidente Fausto Dután, siendo el presidente de esta organización durante las protestas de 2015 y 2019 en oposición a los gobierno de Correa y Moreno, a su vez que asumió en distintas ocasiones la presidencia del Frente Unitario de Trabajadores (FUT). Tras las protestas de 2019 será investigado por el Ministerio de Gobierno por los hechos del 10 de octubre en la Casa de la Cultura.
Dentro del Partido Socialista (PSE), consiguió ser diputado suplente entre agosto de 1998 y enero de 2003, en el gobierno de Jamil Mahuad y Gustavo Noboa. Con la llegada de Rafael Correa, será parte de la línea no oficialista de este partido, por lo cual se opondrá a la asunción de Rafael Quintero a la presidencia partidista. Para las elecciones de 2017, el Movimiento Revolucionario de los Trabajadores (MRT) lo propuso como candidato a la presidencia por el Acuerdo por el Cambio (ANC), más nunca actuó en ese sentido dentro de las reuniones de la coalición.